# 에위빈드 욘손

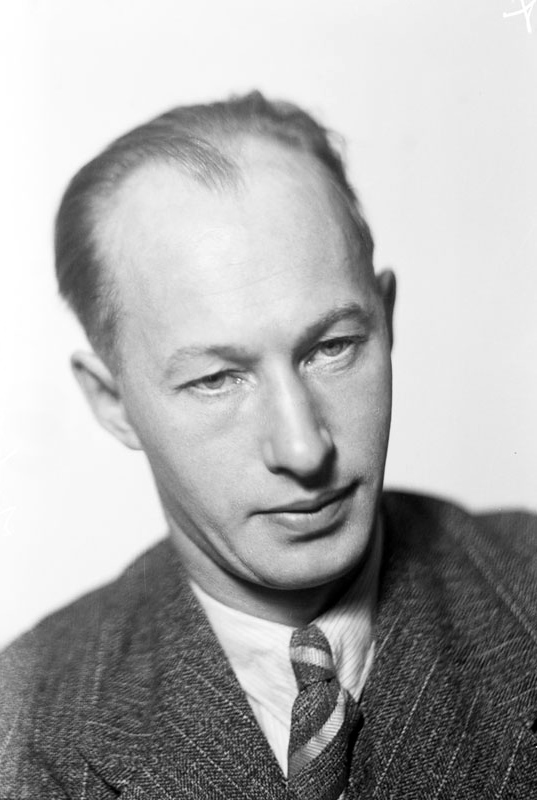
에위빈드 욘손

에위빈드 욘손(Eyvind Johnson, 1900년 ~ 1976년)은 스웨덴의 소설가이다. 초등학교를 졸업한 후 독학으로 박사 학위를 받았으며, 지적이고 구조적인 문체로 서민의 삶을 그렸다. 스웨덴의 유명한 문학상인 노르딕 문학상을 받았고, 1974년에는 노벨 문학상을 받았다. 작품으로 《해변의 파도》, 《햇빛과 같이 사라지다》, 《긴 생애》, 《크릴론 여행》 등이 있다.

## 참고 문헌
- 이 문서에는 다음커뮤니케이션(현 카카오)에서 GFDL 또는 CC-SA 라이선스로 배포한 글로벌 세계대백과사전의 내용을 기초로 작성된 글이 포함되어 있습니다.